# Opoptera alcadina
Opoptera alcadina är en fjärilsart som beskrevs av Jean Baptiste Godart och Pierre André Latreille 1824. Opoptera alcadina ingår i släktet Opoptera och familjen praktfjärilar. Inga underarter finns listade i Catalogue of Life.